# Hjalmar Siilasvuo
Hjalmar Fridolf Siilasvuo (født Hjalmar Fridolf Strömberg; 18. marts 1892 i Helsinki, død 11. januar 1947) var en finsk general som ledede finske tropper i Vinterkrigen, Fortsættelseskrigen og Laplandskrigen.
Som oberst ledede Siilasvuo det finske forsvar af Kuhmo og tropperne i slaget ved Suomussalmi.
Under fortsættelseskrigen havde han kommandoen over 3. korps i det nordlige Finland i 1941 og på det Karelske næs 1944. Efter freden med Sovjetunionen, fik han kommandoen over de finske styrker i Laplandskrigen.
Den 21. december 1944 tildeltes han Mannerheimkorset.
Hans søn Ensio Siilasvuo var også general i den finske hær.